# 法屬圭亞那
法屬圭亞那（法語：Guyane française），正式名称为圭亚那（Guyane，法語發音：[ɡɥijan] ⓘ），是法国的一个海外省与单一领土集体，位于南美洲北部大西洋畔，与巴西和苏里南交界，面积83,534平方公里，是法国面积最大大区（超过法國本土面积的七分之一）；人口301,099人，其中一半居住在其首府卡宴的都会区内。
法属圭亚那是欧盟的一部分，也是欧盟最大的外延地区（OMR），官方货币为欧元。

## 译名
在南美洲的北部有兩個名稱相近的地區与國家，分別是使用英語的獨立國家以及使用法語的法國海外屬地。华语世界將獨立的國家譯為「圭亚那」或「蓋亚那」，將法屬的領地統一譯為「法属圭亚那」。

## 地理
法属圭亞那面积83,534平方公里，是法國面積最大的海外省，与奥地利相當。北濱大西洋，海岸线长378公里。东、南面与巴西为邻，边界长673公里，西面是苏里南，边界长510公里。
法属圭亞那南部位于横跨南美洲北部的圭亞那高地前，最高点高850米。重要河流有马罗尼河（它也是与苏里南的边界）、锡纳马里河和奥亚波克河（与巴西的边界）等。
法属圭亞那境內98%是热带雨林，森林覆盖率90%，是法国和欧洲联盟的大片森林區。大多数人口集中在北部海岸，大城市也集中於此。
法属圭亞那的气候属热带雨林气候，年降水量3500毫米。全年温度在28℃左右。从8月到12月是旱期，其它时间是雨期。平均湿度比较高，终年在80%到90%左右。法属圭亞那不受加勒比海飓风的袭击。

## 历史
法属圭亞那的原来的居民是加勒比人和阿拉瓦克人。
1498年，克里斯托弗·哥伦布来到圭亞那的海岸。一百多年后荷兰人开始在这里殖民。
1604年，法国开始侵入，建立居民点。后英国、荷兰、法国和葡萄牙相互争夺此地，直到1816年最后归属法国。
1946年，法国宣布法属圭亞那为法国的“海外省”。从此以后，许多土著号召自治，但支持从法国独立之支持度只有5%，部分因为法国政府提供更多的津贴。
从1947年开始，法属圭亞那拥有有限的自治权。从此该地区在法国国民议会和法国参议院各有两个议席。
1968年，欧洲各共同体在库鲁建立了圭亞那太空中心，阿丽亚娜火箭在这个发射场发射。在库鲁，「欧洲太空计划」使法属圭亞那的这个角落得以现代化，并吸引了一些移居到此工作的人力。
2015年，法属圭亞那成为法国的一个单一领土集体。

## 政治
如同法国其它省份一样，法屬圭亞那也参加法国的国民议会和省级立法机构。在法国国民议会和参议院中法屬圭亞那各拥有两个议席。
所有法国法律在法屬圭亞那均视为有效，但法国宪法第73条规定地方亦有权按地方特点对当地法律进行一定的修改。
法屬圭亞那从1982年开始是法国的一个大区和省。它分为两个区和22个市鎮。
法屬圭亞那設省政府及大區政府，政府首腦為政府委員會主席。各省選舉產生省議會和省政府。省主席為法屬圭亞那省份的領導人。法屬圭亞那省政府主席兼任大區政府主席。
每隔六年法属圭亞那进行省委员会（19席）和大区委员会（31席）的改选，从2021年起至今（2023年当时）大区主席是加布里埃尔·塞维尔
。
2016年1月1日，第一届法属圭亚那议会正式成立，取代此前的大区委员会和省委员会，作为法属圭亚那新的立法机关。
法属圭亞那是欧洲联盟的一部分，因此它与巴西及苏里南的边界是欧洲联盟極西的边界，但不屬於申根區的地區（所有法國海外部分均不歸入申根區）。

## 行政区划
法屬圭亞那分为三个区和22个市鎮（2015年廢除19个縣）:
| 编号 | 名称                | 面积 (km2) | 人口 (2019年) | 区划地图 | 区                 | 法属圭亚那地图 |
| ---- | ------------------- | ---------- | ------------- | -------- | ------------------ | -------------- |
| 1    | 阿瓦拉-亚利马波     | 187.4      | 1,449         |          | 马罗尼河畔圣洛朗区 |                |
| 2    | 馬納                | 6,333      | 11,675        |          | 马罗尼河畔圣洛朗区 |                |
| 3    | 马罗尼河畔圣洛朗    | 4,830      | 47,621        |          | 马罗尼河畔圣洛朗区 |                |
| 4    | 阿帕图              | 2,020      | 9,482         |          | 马罗尼河畔圣洛朗区 |                |
| 5    | 格朗桑蒂            | 2,112      | 8,779         |          | 马罗尼河畔圣洛朗区 |                |
| 6    | 帕派什通            | 2,628      | 5,757         |          | 马罗尼河畔圣洛朗区 |                |
| 7    | 萨于勒              | 4,475      | 152           |          | 马罗尼河畔圣洛朗区 |                |
| 8    | 马里帕苏拉          | 18,360     | 11,842        |          | 马罗尼河畔圣洛朗区 |                |
| 9    | 卡莫皮              | 10,030     | 1,864         |          | 圣乔治区           |                |
| 10   | 聖喬治              | 2,320      | 4,245         |          | 圣乔治区           |                |
| 11   | 瓦纳里              | 1,080      | 242           |          | 圣乔治区           |                |
| 12   | 雷日纳              | 12,130     | 854           |          | 圣乔治区           |                |
| 13   | 鲁拉                | 3,902.5    | 3,458         |          | 卡宴区             |                |
| 14   | 圣埃利              | 5,680      | 247           |          | 卡宴区             |                |
| 15   | 伊拉库博            | 2,762      | 1,748         |          | 卡宴区             |                |
| 16   | 锡纳马里            | 1,340      | 2,875         |          | 卡宴区             |                |
| 17   | 库鲁                | 2,160      | 24,903        |          | 卡宴区             |                |
| 18   | 马库里亚            | 377.5      | 16,219        |          | 卡宴区             |                |
| 19   | 蒙西内里-托内格朗德 | 634        | 2,957         |          | 卡宴区             |                |
| 20   | 马图里              | 137.19     | 33,458        |          | 卡宴区             |                |
| 21   | 卡宴                | 23.6       | 65,493        |          | 卡宴区             |                |
| 22   | 雷米尔-蒙若利       | 46.11      | 26,358        |          | 卡宴区             |                |

### 主要城镇
- 卡宴 58,369人
- 马罗尼河畔圣洛朗 34,336人
- 库鲁 25,918人
- 马图里 25,191人
- 雷米尔-蒙若利 18,947人
- 馬納 8,322人
- 馬古利亞 8,386人
- 阿帕图 6,360人
- 马里帕苏拉 5,584人
- 聖喬治 3,692人
- 格朗桑蒂 3,430人
- 锡纳马里 3,137人

## 经济

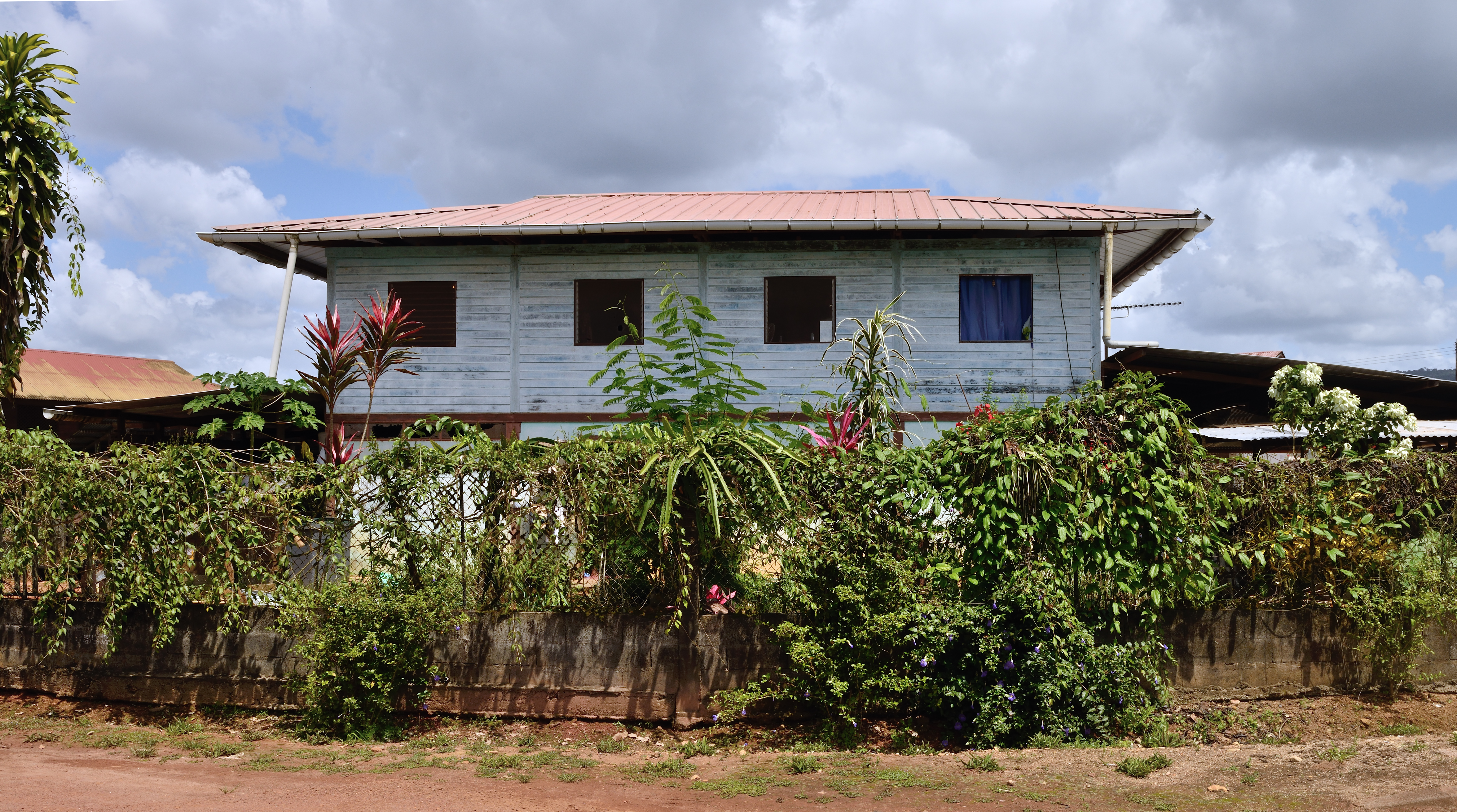
可可田

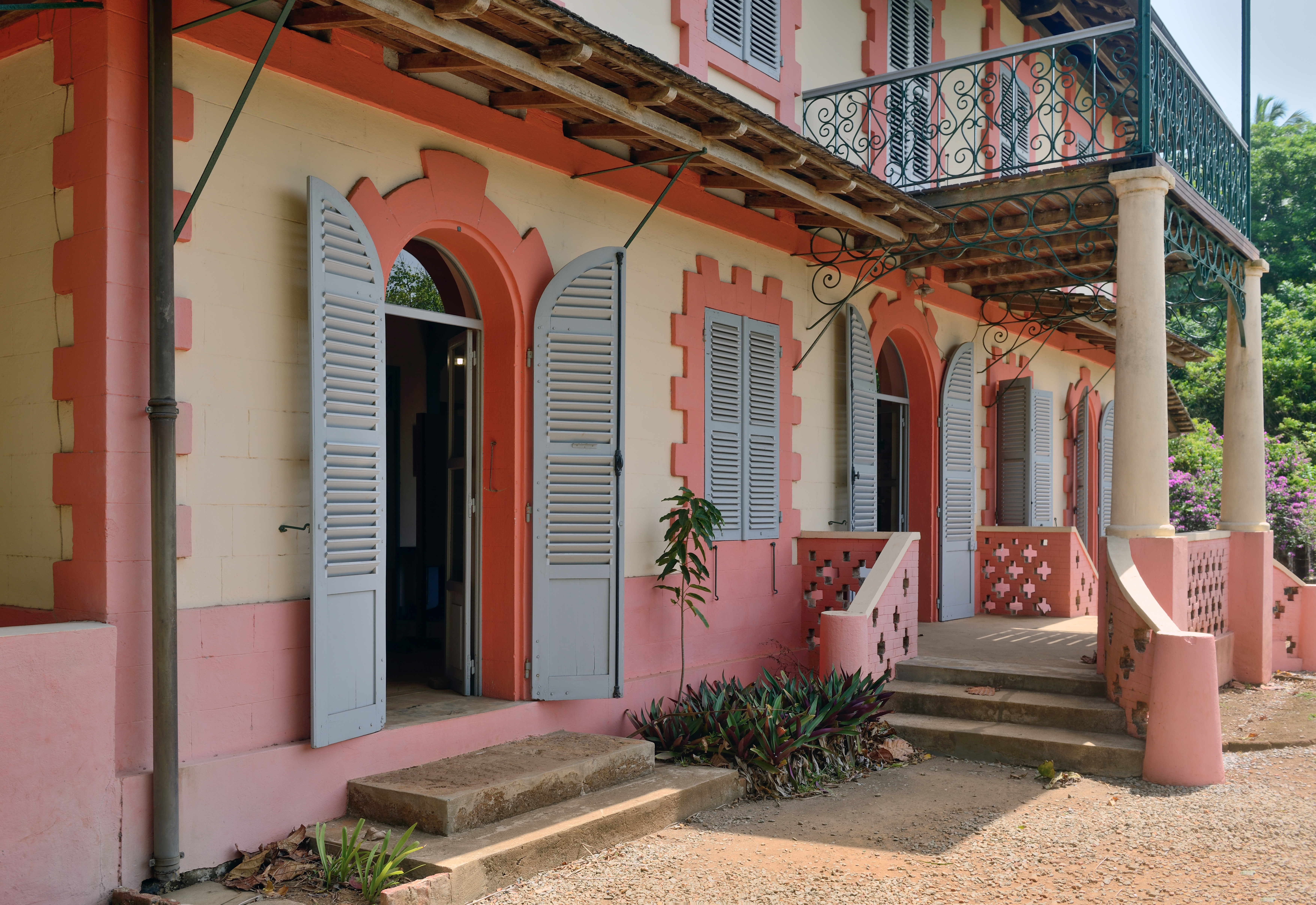
皇家博物館

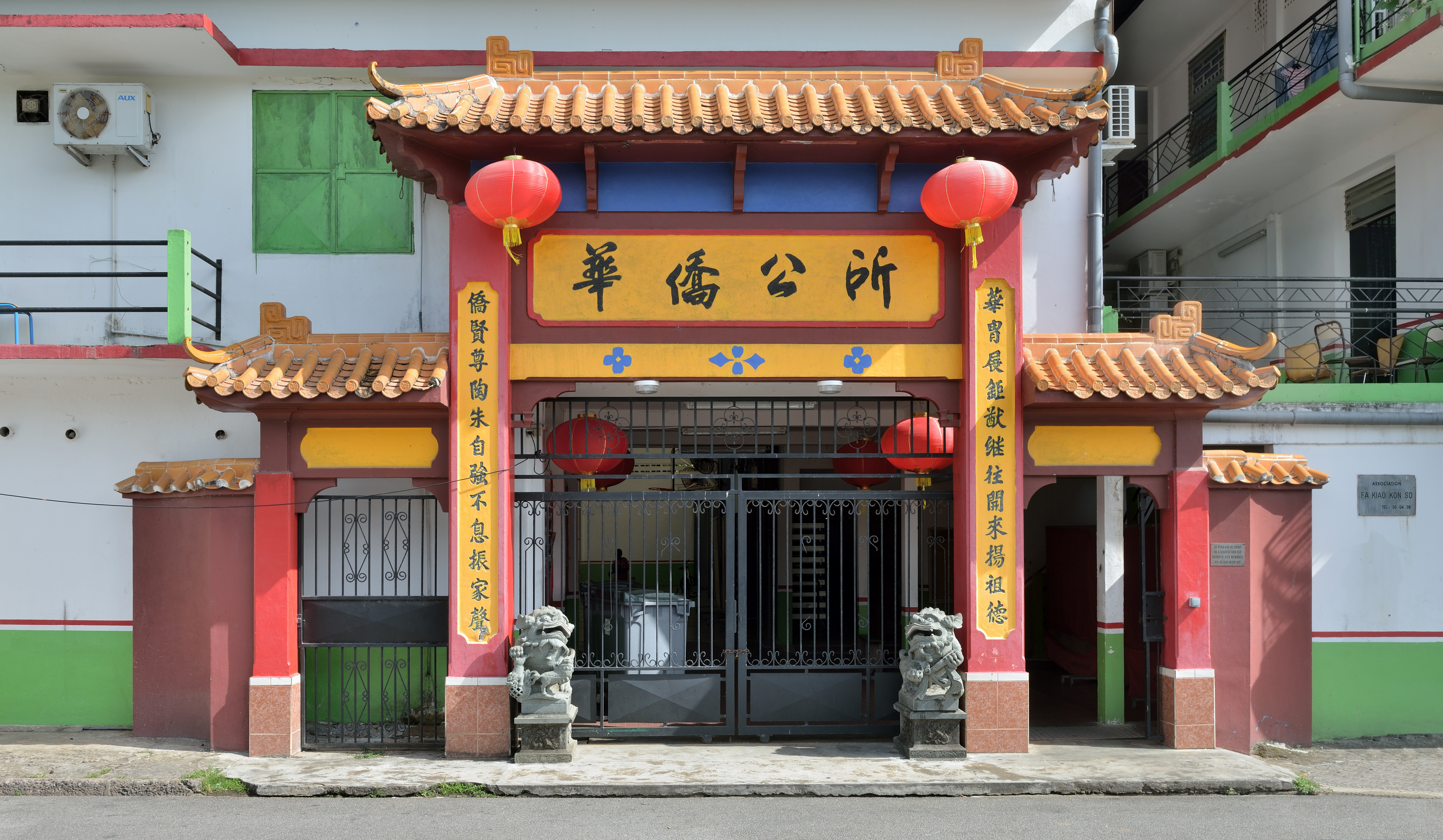
華僑公所

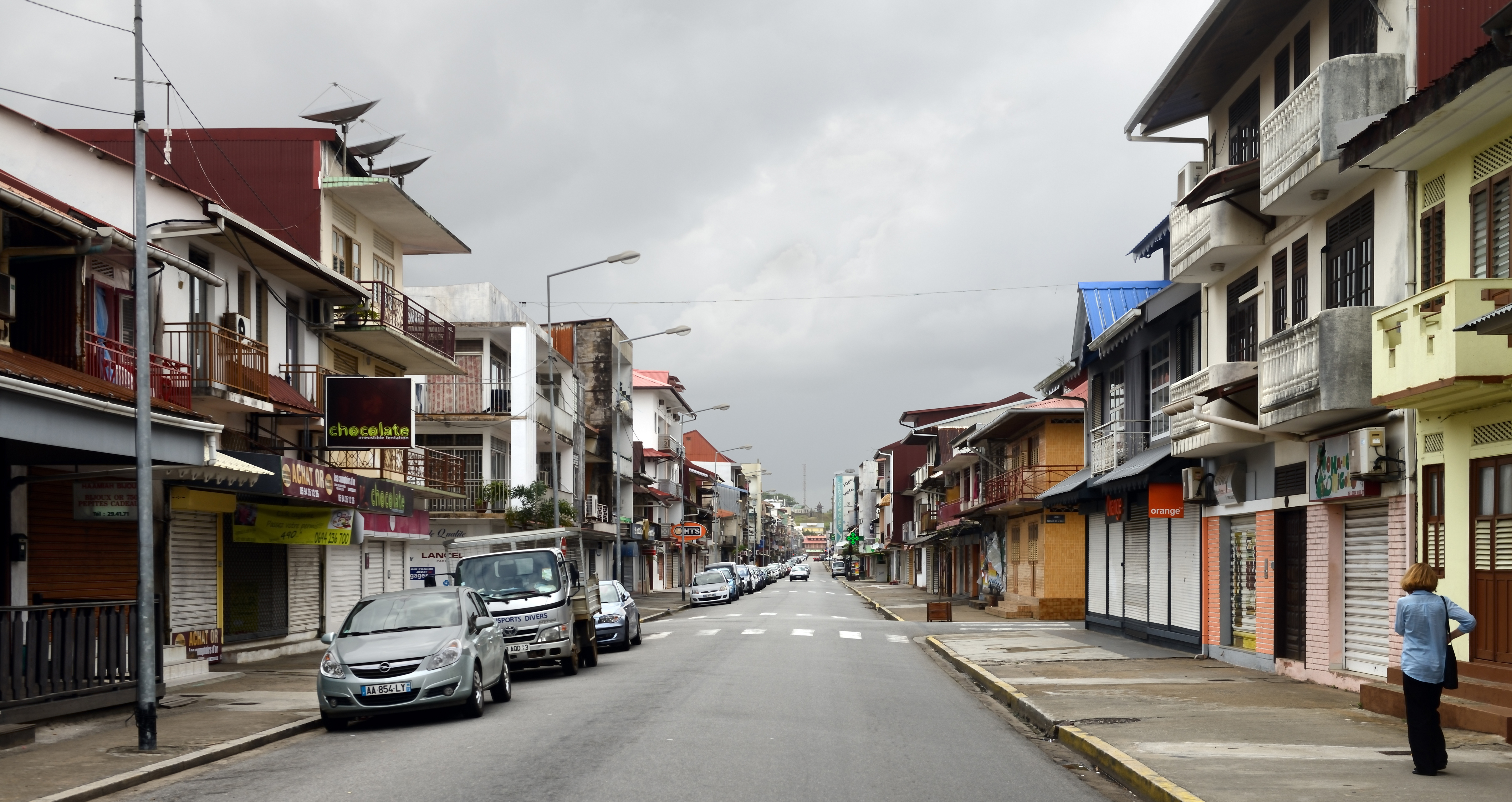
主商業街

林业是法屬圭亞那的一个重要经济行业，农业只集中在海岸地区，此外捕虾业和金矿是值得一提的产业。
最重要的贸易对象是法国本土、特立尼达和多巴哥和意大利。主要出口品有鱼、米和金，主要进口品有机器和汽车。
库鲁发射场目前成为内地的一个经济和旅游动力。

## 语言
圭亞那原住民的语言有六种，分成三种语系：
1. 瓦扬皮语（wayampi）、埃梅里永语（émérillon）属于图皮-瓜拉尼语族（Tupi-Guarani）；
2. 阿拉瓦克语（arawak）、帕里库尔语（palikour）属于阿拉瓦克语族；
3. 卡利纳语（kalihna）、瓦亚纳语（wayana）属于加勒比语系。

除此之外，还有一些基于法文和英文的克里奥尔语言。
1. 法属圭亚那克里奥尔语（Kriyòl gwiyannen）
2. 圭亚那克里奥尔语（英语：Guyanese Creole）（Creolese）

## 宗教

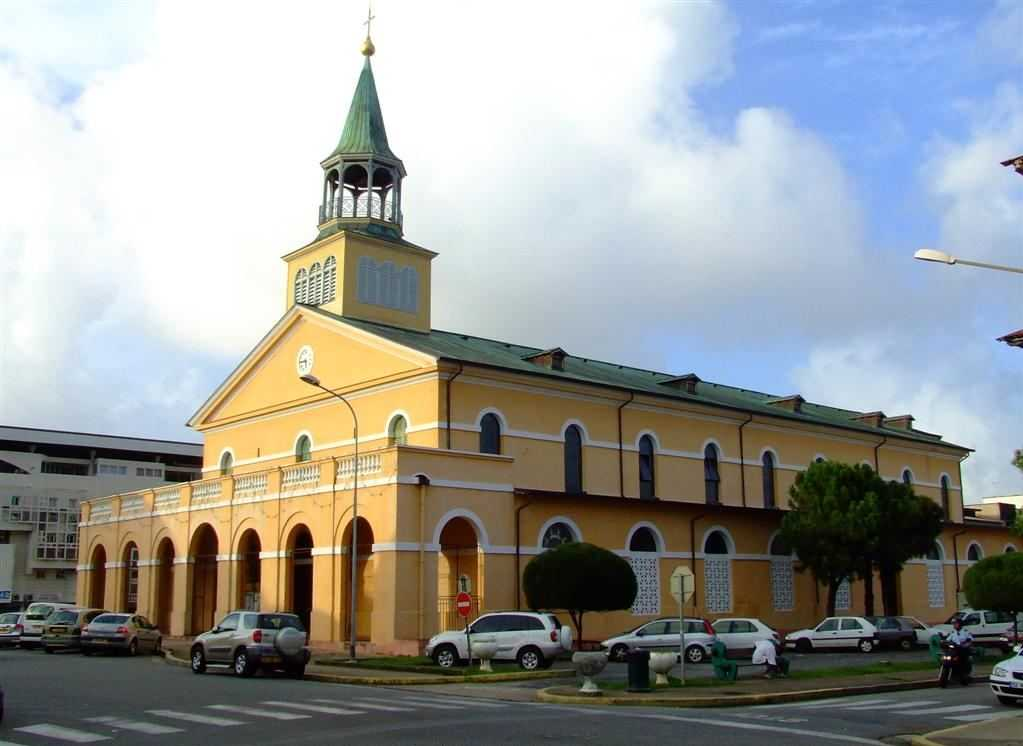
卡宴大教堂.大部分法屬圭亞那人信仰天主教

## 教育
在卡宴、库鲁设有圭亚那大学。

## 其它
糖和雨林木材成为了殖民地的经济支柱。奴隶们从非洲带了种植糖园的工作，尽管他们的成功被本地的印地安人的敌视和热带的疾病所限制。且在1848年的奴隶制度废除以后，种植园的产量，从来无法配合法国的加勒比海殖民地，本地的工业几乎崩溃了。
在大约相同的时间，法国决定减少监狱的费用，将受刑人移民至圭亞那，贡献殖民地的发展。约有70,000罪犯，包括阿尔弗雷德·德雷福斯和亨利·查理葉（Herry Papillon Charriere），在1895年和1933年之间到达。刚开始，许多流放的罪犯，熬过了恶劣的环境，大部分都死于疟疾和酷暑。在第二次世界大战以后，圭亞那仍然是罪犯的殖民地。

### 发射场
欧洲空间局从库鲁发射场使用阿丽亚娜火箭发射人造卫星。

### 军用
法国在罗尚波有一个军事基地，外籍兵团亦設有森林基地，并在这里驻扎和培训上百士兵，同時擔任太空中心的守備任務。2004年3月法国的外籍兵团就是从这里出发进驻海地。

## 徽章与旗帜

法属圭亚那六个土著民族的旗帜（自2012年起）
宪兵队纹章
1901年的历史纹章
法属圭亚那工会旗帜（也是2010-2015年法属圭亚那总委员会使用的旗帜）

## 延伸閱讀
- Robert Aldrich and John Connell. France's Overseas Frontier : Départements et territoires d'outre-mer Cambridge University Press, 2006. ISBN 0-521-03036-6.
- René Belbenoit. Dry guillotine: Fifteen years among the living dead 1938, Reprint: Berkley (1975). ISBN 0-425-02950-6.
- René Belbenoit. Hell on Trial 1940, translated from the original French manuscript by Preston Rambo. E. P Dutton & Co. Reprint by Blue Ribbon Books, New York, 194 p. Reprint: Bantam Books, 1971.
- Henri Charrière. Papillon Reprints: Hart-Davis, MacGibbon Ltd. 1970. ISBN 0-246-63987-3 (hbk); Perennial, 2001. ISBN 0-06-093479-4 (sbk).
- John Gimlette, Wild Coast: Travels on South America's Untamed Edge 2011
- Joshua R. Hyles. . Lexington Books. 2013  [2016-11-17]. （原始内容存档于2021-04-15）.
- Peter Redfield. Space in the Tropics: From Convicts to Rockets in French Guiana ISBN 0-520-21985-6.
- Miranda Frances Spieler. Empire and Underworld: Captivity in French Guiana (Harvard University Press; 2012) studies slaves, criminals, indentured workers, and other marginalized people from 1789 to 1870.